# 水原節子
水原 節子（みずはら せつこ、4月3日生）とは元宝塚歌劇団星組男役、元宝塚歌劇団星組組長の人物である。北海道小樽市出身。宝塚歌劇団時代の愛称はタマエちゃん。宝塚歌劇団入団時の芸名は水原蓮子であった。初舞台公演演目は『ハワイ・ニューヨーク』。

## 来歴
1936年、26期生として、宝塚音楽歌劇学校（現在の宝塚音楽学校）入学し、宝塚少女歌劇団（現在の宝塚歌劇団）に入団。当時、学校と劇団は一体であった。宝塚入団時の成績は74人中4位。
1951年 - 1952年、星組組長。
1953年? - 1961年?、雪組副組長。
1963年、宝塚歌劇団退団。
退団後、国際結婚をし、夫と死別後、日舞を教える生活になった。

## 宝塚歌劇団時代の主な舞台
- 『清水詣』（月組）（1942年11月26日 - 12月28日、中劇場）
- 『桃源の朝比奈』（月組）（1943年8月26日 - 9月24日、宝塚大劇場）
- 『になひ文』（花組）（1943年11月26日 - 12月28日、中劇場）
- 『春のおどり -世界の花- 』（花組）（1947年4月1日 - 4月29日、宝塚大劇場）
- 『ハリウッドに榮光あれ』（花組）（1948年5月1日 - 5月29日、宝塚大劇場）
- 『アデュウ一九四八年』（花・星組）（1948年12月1日 - 12月23日、宝塚大劇場）
- 『嘘吐きレリオ』（星組）（1950年2月1日 - 2月27日、宝塚大劇場）
- 『虞美人』 （星組）（1951年8月1日 - 8月30日、宝塚大劇場）- 韓信 役
- 『虞美人』（月組）（1951年9月1日 - 9月30日、宝塚大劇場）- 劉邦 役
- 『蝶々さん三代記』（雪組）（1953年3月1日 - 3月30日、宝塚大劇場）
- 『ペロー博士の贈物』『浦島もの狂い』（雪組）（1956年10月2日 - 10月30日、宝塚大劇場）

## 映画
- 『ますらを派出夫会　男なりゃこそ』（1957年、東宝）